# Eugen Bamberger

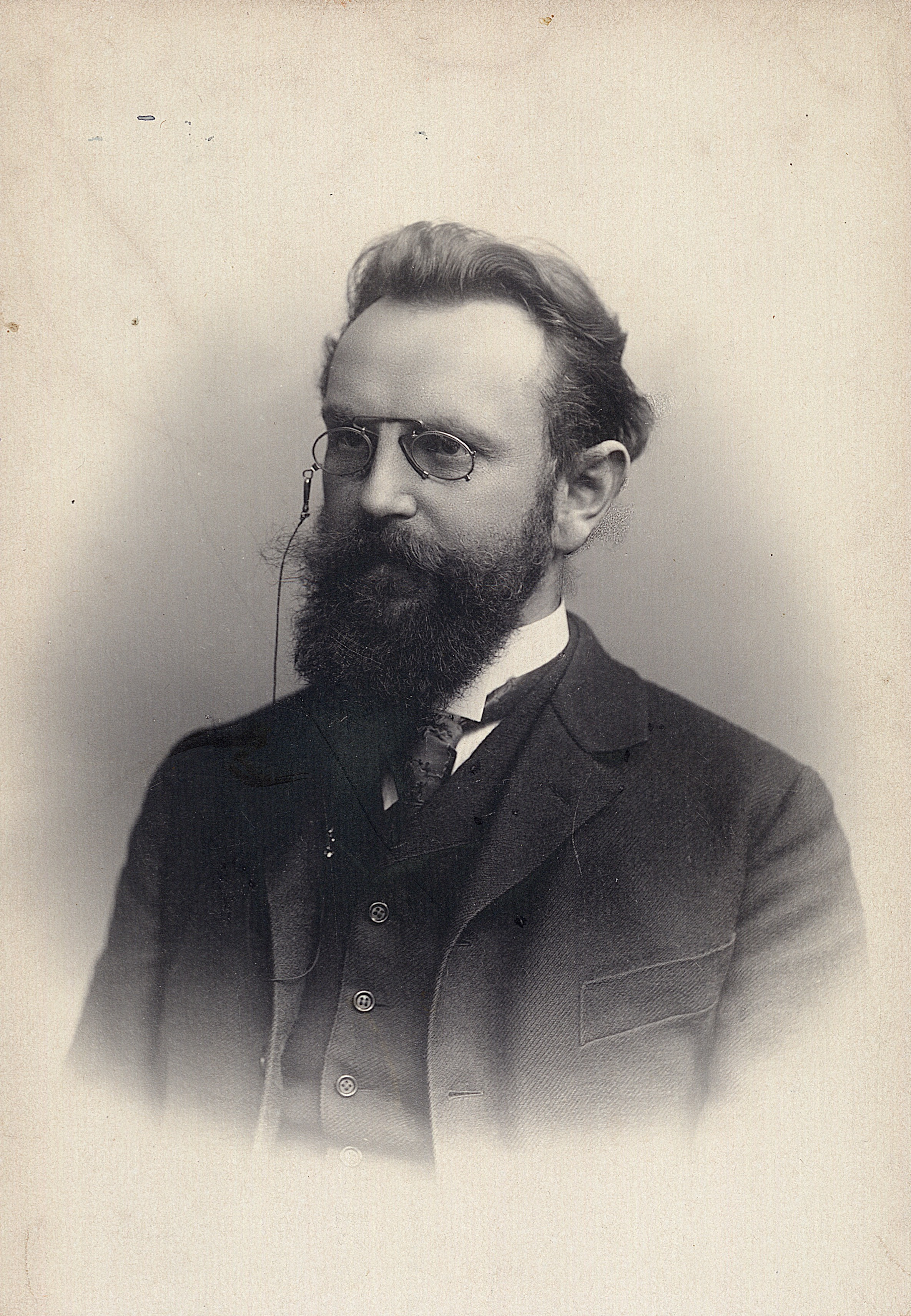
Eugen Bamberger

Eugen Bamberger (Berlijn, 19 juli 1857 – Porta Tresa, 10 december 1932) was een Duits scheikundige die vooral bekendheid verworven heeft door als eerste de omlegging van N-fenylhydroxylamine naar 4-aminofenol te beschrijven (de zogenaamde Bamberger-omlegging).
Bamberger startte in 1875 zijn studies geneeskunde aan de Humboldtuniversiteit te Berlijn. In 1876 ging hij echter scheikunde studeren aan de universiteit van Heidelberg, maar keerde datzelfde jaar nog terug naar Berlijn. Hij behaalde er zijn diploma als scheikundige in 1880. Hij overleed in 1932 in Zwitserland.
| Bambergers professionele carrière | Bambergers professionele carrière                                                            |
| --------------------------------- | -------------------------------------------------------------------------------------------- |
| 1880                              | Assistent Technische Hogeschool Charlottenburg (Berlijn)                                     |
| 1883                              | Assistent in het laboratorium van von Baeyer te München (gepromoveerd tot professor in 1891) |
| 1893                              | Leerstoel algemene chemie aan ETH Zürich                                                     |
| 1905                              | Emeritaat                                                                                    |

Tijdens zijn loopbaan heeft Bamberger meerdere belangrijke wetenschappelijke bijdragen geleverd:
- Aantonen structuur cyanoguanidine
- Synthese van formacylverbindingen vanuit alifatische aldehyden en ketonen met diazobenzeen
- Ontdekker van de isodiazotaten in 1894; een jarenlange discussie met Hantzsch over de werkelijke structuur van deze nieuwe klasse van verbindingen volgt
- Ontdekker spontane omlegging van N-fenylhydroxylamine naar 4-aminofenol in zuur midden; deze reactie is naar hem genoemd (Bamberger-omlegging)
- Beschrijven van N,N-dimethylanilinoxide (1899), daarmee een bewijs vormende voor zijn theorie over het bestaan van vijfwaardige stikstofverbindingen